# Funzione lineare

Esempio di funzioni lineari

In matematica, per funzione lineare si intende:
- Nel calcolo infinitesimale, una funzione polinomiale di grado zero o uno.[1]
- In algebra lineare e analisi funzionale, una trasformazione lineare.[2]

## Funzione polinomiale
Quando si introduce il calcolo infinitesimale e quando si trattano le funzioni polinomiali, in genere si chiama funzione lineare una funzione di una variabile reale {\displaystyle x} a valori reali della forma:
{\displaystyle f(x)=mx+c,}
con {\displaystyle m} e {\displaystyle c} costanti reali. Se {\displaystyle m>0,} la funzione è strettamente crescente; se {\displaystyle m<0,} la funzione è strettamente decrescente. Queste funzioni vengono visualizzate nel piano cartesiano riferito a due assi ortogonali come rette di equazione:
{\displaystyle y=mx+c.}
La costante {\displaystyle m} viene detta coefficiente angolare, pendenza o gradiente, invece {\displaystyle c} è chiamata intercetta con l'asse delle {\displaystyle y}. In effetti la retta interseca l'asse {\displaystyle Oy} nel punto {\displaystyle (0,c)}; la retta inoltre interseca l'asse {\displaystyle Ox} nel punto {\displaystyle (-{\tfrac {c}{m}},0)}, come si ricava imponendo {\displaystyle y=0} e risolvendo la equazione {\displaystyle 0=mx+c}; quando però {\displaystyle m=0} la retta è orizzontale e si può dire che "incontra" l'asse {\displaystyle Ox} solo all'infinito (per formalizzare opportunamente questa idea è necessario introdurre il piano proiettivo).

### Esempi
{\displaystyle {\begin{aligned}f(x)&=2x+1,\qquad &&(m=2;\ c=1);\\f(x)&=x,\qquad &&(m=1;\ c=0);\\f(x)&=9,\qquad &&(m=0;\ c=9);\\f(x)&=-3x+4,\qquad &&(m=-3;\ c=4).\end{aligned}}}
Si osserva che al crescere di {\displaystyle m} a partire da 0, la retta da orizzontale ruota in senso antiorario aumentando la propria pendenza, invece facendo assumere a {\displaystyle m} valori negativi la retta ruota in senso orario. Cambiando la costante {\displaystyle c} la retta trasla verso l'alto o verso il basso, rispettivamente all'aumentare oppure al diminuire di {\displaystyle c} partendo da 0.

### Generalizzazioni
La definizione precedente può estendersi a funzioni di due o più variabili reali o complesse. Ad esempio per funzione lineare di due variabili reali {\displaystyle x} e {\displaystyle y} a valori reali si intende una funzione della forma:
{\displaystyle f(x,y)=mx+ny+c.}
Essa nello spazio tridimensionale riferito a una terna cartesiana ortogonale viene visualizzata come piano che interseca l'asse verticale {\displaystyle Oz} nel punto {\displaystyle (0,0,c)}, l'asse {\displaystyle Ox} in {\displaystyle (-{\tfrac {c}{m}},0,0)}, o all'infinito se {\displaystyle m=0,} e l'asse {\displaystyle Oy} in {\displaystyle (0,-{\tfrac {c}{n}},0)}, o all'infinito se {\displaystyle n=0}.

## Trasformazione lineare
Per trasformazione lineare (o applicazione lineare), solitamente definita in uno spazio vettoriale {\displaystyle V} su un campo {\displaystyle K}, si intende una funzione che soddisfa le due proprietà:
{\displaystyle f(x+y)=f(x)+f(y),\qquad \forall x,y\in V,}
{\displaystyle f(ax)=af(x),\qquad \forall a\in K,\quad \forall x\in V,}
rispettivamente di additività e omogeneità.
Equivalentemente si può chiedere che:
{\displaystyle f(a_{1}x_{1}+a_{2}x_{2})=a_{1}f(x_{1})+a_{2}f(x_{2}),\qquad \forall x_{1},x_{2}\in V,\quad \forall a_{1},a_{2}\in K.}
In questa definizione {\displaystyle x}, {\displaystyle y}, {\displaystyle x_{1}} e {\displaystyle x_{2}} possono essere elementi arbitrari di uno spazio vettoriale su un campo {\displaystyle K} o anche elementi arbitrari di un modulo su un anello commutativo {\displaystyle R}. La funzione {\displaystyle f} a sua volta ha come codominio uno spazio vettoriale oppure un modulo. A questa definizione possono adattarsi anche le funzioni viste in precedenza, in quanto hanno come dominio e come codominio degli spazi vettoriali come {\displaystyle \mathbb {R} }, {\displaystyle \mathbb {C} }, {\displaystyle \mathbb {R} ^{n}}, {\displaystyle \mathbb {C} ^{n}}.
Per la funzione considerata inizialmente
{\displaystyle f(x)=mx+c}
i due membri dell'uguaglianza sono
{\displaystyle m(a_{1}x_{1}+a_{2}x_{2})+c\qquad {\text{e}}\qquad a_{1}(mx_{1}+c)+a_{2}(mx_{2}+c)}
e questi sono uguali se e solo se {\displaystyle c=0}.
Dunque il termine "funzione lineare" viene usato con due significati diversi. Per la prima nozione qui introdotta sarebbe preferibile il termine funzione affine, ma l'abitudine alla definizione più comune è molto radicata.

### Esempi
{\displaystyle {\begin{aligned}f(x)&=x;\\f(x)&=-5x;\\f(x)&=(4x,0,-x);\\f(x,y)&=3x+7y;\\f(x,y)&=(x-4y,2x,9x+2y).\end{aligned}}}